# Drugan, Pernik
Drugan (în bulgară Друган) este un sat în comuna Radomir, regiunea Pernik,  Bulgaria. 

## Demografie
Componența etnică a satului Drugan
     Bulgari (98,37%)
     Nicio identificare (1,62%)
     Altele (0%)
La recensământul din 2011, populația satului Drugan era de 432 locuitori. Din punct de vedere etnic, majoritatea locuitorilor (98,37%) erau bulgari. Pentru 1,62% din locuitori nu este cunoscută apartenența etnică.